# 佐久間財團蕃族品蒐集計畫
佐久間財團蕃族品蒐集計畫是日治時期於臺灣進行大規模系統性的原住民族文物蒐購計畫。1927-1929年間，由佐久間財團負責出資，臺灣總督府警務局理蕃課進行蒐購，共得1760件臺灣原住民族文物。

## 歷史背景
佐久間財團的設立與日治時期臺灣第五任總督佐久間左馬太有關。佐久間擔任總督任期為1906年至1915年，是歷任臺灣總督當中，任期最久的總督，並有「理蕃」總督的稱號。其於1906年任期之初即定下五年的理蕃計畫，以「掃蕩生蕃」、促進「蕃地」開發、獲取臺灣山地資源為重要施政方針。五年理蕃計畫前後共分為兩次進行，第一次理蕃計畫從1907年起，採取剿撫兼施的方針，其攻伐策略是以引誘山區各部落同意在境內設置隘勇線，待警備線部署完成後，即發動大規模武力壓制，並將歸順者遷出蕃界令其開墾；1910年為始的第二次「理蕃」計畫，主要採取強力的軍事討伐，由北至南而東迫使全臺原住民族歸順。1914年戰事結束，佐久間向天皇報告理蕃事業完成，並於1915年4月卸任，1916年8月因理蕃征討的舊疾過世，其任內留下臺灣各地的山地巡視與征討紀錄。
1918年（大正七年）7月31日，時任臺灣總督府民政長官下村宏提出設立佐久間財團申請，其設立宗旨為紀念第五任總督佐久間左馬太建設臺灣之功績，並以獎學、慈善、恤救等事業，以及設立佐久間總督紀念碑為主要目的；同年9月12日由總督明石元二郎同意設立。依其設立總則，佐久間財團的組織由臺灣總督府民政長官出任團長，由團長指派理事組成理事會，另設有評議員、幹事、事務員，掌理團務及庶務。佐久間財團於日治時期結束後解散，歷時約近三十年。

## 過程
佐久間財團蕃族品蒐集計畫即由佐久間財團出資，臺灣總督府警務局理蕃課負責蒐購文物，自1927年3月開始執行，至1929年10月完成，歷時約兩年半。根據佐久間財團團長後藤文夫說法，進行蕃族品蒐集計畫的目的除了紀念總督佐久間左馬太任內推動的理蕃政策外，另一目的是因應文化在快速變遷下，保存臺灣原住民族固有風俗及文物。故在計畫開始之初，擬定有「蒐集計畫書」，條列出99項蒐集項目，幾乎涵蓋臺灣原住民族各族群及物件，同時也依據每一蒐集項目在各族群不同的重要性而訂下一個三級制的蒐藏標準：第一級表示應盡量蒐集所有該類的物品，例如泰雅族的珠衣（裙）、排灣族的木雕等；第二級表示在該類物品中應盡可能選擇較優良的物品，例如泰雅族的方衣（無袖短衣）等；第三級則表示在該類物品中只取一套，如各族的漁具等生活器物。除了上述三項蒐藏標準外，該計畫書也附帶條列實際蒐集應遵守的補充準則，包括：「相同品項物件，應網羅不同形式、材料、製作技法及圖案的各種物件」、「品項未列於表中，但有保存之必要的物件，應不計數量盡力蒐集」、「可能被變賣的有價值的物件，應盡力商借並使其展出」。
在這樣的蒐藏目的、計畫及準則下，佐久間財團蕃族品蒐集計畫開始展開，由臺灣總督府警務局理蕃課指派的蒐集委員分別前往臺灣各地進行蒐集；這些蒐集委員並靠著地方警務網絡的支援及協助，得以完成這樣大規模與系統性的蒐集計畫。

## 結果及影響
在約兩年半的執行期間，佐久間財團蕃族品蒐集計畫蒐集來自207社、共計1760件臺灣原住民族文物，並有完整採集資料，蒐集範圍包含臺北州、新竹州、臺中州、臺南州、高雄州、花蓮港廳、臺東廳等，文物來源族群包含泰雅族、賽夏族、布農族、鄒族、排灣族（群）、阿美族、雅美族（達悟族）、平埔族群等，可以說是日治時期最完整而全面的臺灣原住民族文物蒐藏計畫。
蒐集委員中較著名者為漢學家尾崎秀真，其對於臺灣史觀及臺灣博物學有特別的研究見解；根據紀錄，擔任蒐藏委員時尾崎共蒐得至少70餘件臺灣原住民族相關文物。
佐久間財團蕃族品蒐集計畫所得的文物後來進入臺灣總督府博物館（今國立臺灣博物館）典藏，成為該館總督府博物館時期藏品的主要來源之一，是目前臺灣入藏年代最早且有相當系統的原住民族文物收藏，為該館典藏原住民族文物奠下重要基礎。根據後來館員的研究發現，此批文物中包含1930年霧社事件領袖莫那·魯道的貝珠踝飾，是目前所知莫那·魯道唯一保存下來的遺物，並自2017年起於該館「發現臺灣-重訪臺灣博物學與博物學家的年代」常設展展出。